# كتائب العمل (الدولة العثمانية)

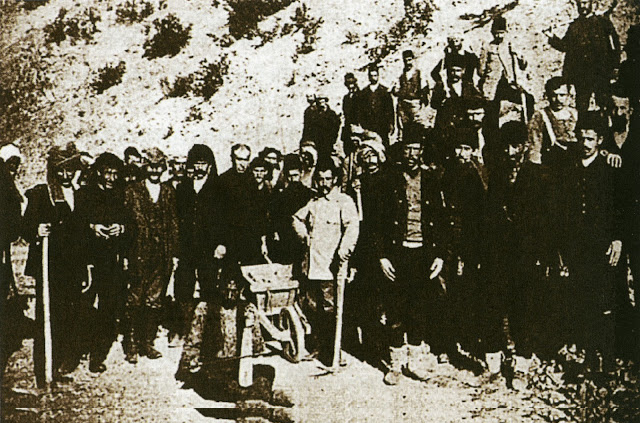
رجال الكتائب العمالية

كتائب العمل العثمانية (بالتركية: Amele Taburları)‏، (بالأرمنية: Աշխատանքային բատալիոն)‏، باليونانية:Τάγματα Εργασίας ،Tagmata Ergasias، وفي كثير من الأحيان يتم استخدام الاسم التركي المترجم (αμελέ ταμπουρού) كانت أحد أشكال العمل غير المتكافئ في أواخر العهد العثماني. يرتبط المصطلح بنزع سلاح الجنود الأرمن العثمانيين وقتلهم خلال الحرب العالمية الأولى، من الروم العثمانيين خلال الإبادة اليونانية في الدولة العثمانية وأيضًا أثناء حرب الاستقلال التركية.

## الأرمن في الكتائب العمالية
لم يخدم الأرمن في القوات المسلحة في الدولة العثمانية حتى عام 1908. صار الأرمن، بعد فترة وجيزة من ثورة تركيا الفتاة التي أعلنت أن التمييز غير العادل بين المسلمين والمسيحيين في الإمبراطورية سينتهي، خاضعين للتجنيد مثلهم مثل أعضاء المجتمع الآخرين بعد أن صاروا يعاملون الآن كمواطنين متساوين، خاضعين للتجنيد. هذا يعني أنهم اضطروا للخدمة في الجيش.
في 25 فبراير 1915، وبعد هزيمة العثمانيين في معركة ساريكاميش، أصدرت هيئة الأركان العامة العثمانية توجيه وزير الحرب أنور باشا رقم 8682 بشأن «تعزيز الأمن والاحتياطات» لجميع الوحدات العسكرية الذي نص على عدم استخدام الأرمن في الجيوش المتنقلة أو في مراكز الدرك المتنقلة والثابتة أو في أي خدمات مسلحة نتيجة للهجمات الأرمينية على الجنود وتكديس القنابل في منازل الأرمن. تم تكليفهم بالعمل في كتائب العمل غير المسلحة. اتهم التوجيه البطريركية الأرمنية بإفشاء أسرار الدولة للروس. أوضح أنور باشا هذا القرار بأنه «خوفًا من تعاونهم مع الروس». تم نزع سلاح الأرمن الذين تم نشرهم من قبل في معركة ساريكاميش ودمجهم في الكتائب العمالية. تقليديًا، جنّد الجيش العثماني الذكور غير المسلمين الذين تتراوح أعمارهم بين 20 و45 عامًا في الجيش النظامي. كان الشباب (15-20) والأكبر سنًا (45-60) من الجنود غير المسلمين يستخدمون دائمًا كدعم لوجستي عبر الكتائب العمالية. وقبل فبراير، تم استخدام بعض المجندين الأرمن كعمال مع أنه سيتم إعدامهم في النهاية.

## التصوير
وصف الروائي اليوناني إلياس فينيس في وقت لاحق الوضع في عمله رقم 31328 وأن 3000 «تم تجنيدهم» في لواء فينيس، نجا 23 منهم فقط.
نشرت ليلى نيزي دراسة عن مذكرات يسار باكر، وهو عضو في الجالية اليهودية بأنقرة في أوائل القرن العشرين وتم تجنيده في كتيبة العمل مرتين، لأول مرة خلال الحرب التركية اليونانية (1919–1922) ثم مرة أخرى في الحرب العالمية الثانية، وهي حرب لم تشارك فيها تركيا. تقدم ورقة نيزي صورة شاملة للظروف في هذه الكتائب والتي كانت تتألف بالكامل من غير المسلمين على أساس مذكرات باكر التي نشرتها الدراسات الاجتماعية اليهودية.